# Alter jüdischer Friedhof (Brüggen)

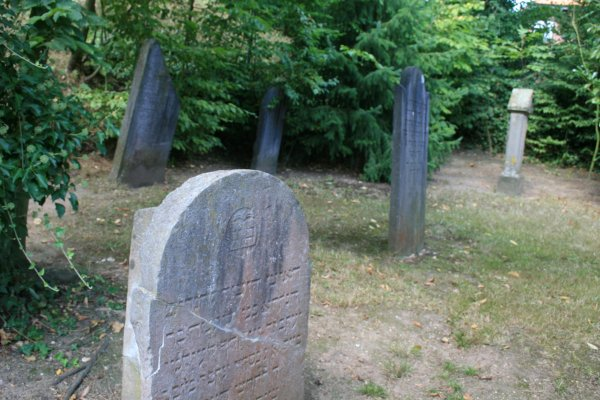

Der Alte jüdische Friedhof Brüggen liegt im Zentralort der Gemeinde Brüggen im Kreis Viersen in Nordrhein-Westfalen.
Auf dem jüdischen Friedhof an der Hochstraße befinden sich noch fünf Grabsteine (Mazewot). Anhand der Grabinschriften fand die letzte Bestattung im Jahr 1851 statt.
Bei dem Begräbnisplatz handelt es sich um einen der materiellen Reste der jüdischen Gemeinde Brüggen. Er ist bedeutsam für die Brüggener Ortsgeschichte. Nachfolger des Friedhofes ist der Neue jüdische Friedhof.